# Aktywacja neutronowa
Aktywacja neutronowa – proces, w którym  promieniowanie neutronowe indukuje radioaktywność w materiałach.
Zachodzi, gdy jądra atomowe przechwytują swobodne neutrony, stając się cięższymi i wzbudzonymi. Pochłonięcie neutronu wiąże się z natychmiastową emisją wysokoenergetycznego promieniowania gamma. Jądro powstałe w wyniku wychwytu neutronu (a więc posiadające o jeden neutron więcej niż jądro pierwotne) często jest radioaktywne i ulega rozpadowi emitując cząstki takie, jak elektrony (w wyniku rozpadu beta minus), neutrony, protony lub cząstki alfa. Takie jądra radioaktywne mogą charakteryzować się czasem połowicznego rozpadu w zakresie od ułamków sekundy aż do wielu lat.
Aktywacja neutronowa przeprowadzana jest w reaktorach atomowych lub wiązkach neutronów (wyprowadzonych z reaktora lub też otrzymanych z tzw. generatorów). 
Aktywacja neutronowa jest wykorzystywana do wytwarzania izotopów promieniotwórczych, w tym kobaltu 60, jest także ważnym narzędziem analitycznym pozwalającym oznaczać skład pierwiastkowy materiałów z dużą dokładnością. Prowadzone są badania nad przyspieszeniem rozkładu niektórych radioaktywnych izotopów, zawartych w odpadach po przetwarzaniu wypracowanego paliwa jądrowego (cykl paliwowy).